# Campeonato Mundial de Natação em Piscina Curta de 2018 - 200 m livre feminino
A prova dos 200 metros nado livre feminino do Campeonato Mundial de Natação em Piscina Curta de 2018 foi disputado no dia 11 de dezembro de 2018, no Hangzhou Sports Park Stadium, em Hangzhou, na China. 

## Recordes
Antes desta competição, os recordes mundiais e do campeonato nesta prova eram os seguintes:
|                       | Nome           | Nacionalidade | Tempo   | Local     | Data                  |
| --------------------- | -------------- | ------------- | ------- | --------- | --------------------- |
| Recorde mundial       | Sarah Sjöström | Suécia        | 1:50.43 | Eindhoven | 12 de agosto de 2017  |
| Recorde do campeonato | Sarah Sjöström | Suécia        | 1:50.78 | Doha      | 7 de dezembro de 2014 |

## Medalhistas
| Ouro                 | Prata                   | Bronze                |
| Ariarne Titmus (AUS) | Mallory Comerford (USA) | Femke Heemskerk (NED) |

## Resultados

### Eliminatórias
As eliminatórias ocorreram dia 11 de dezembro com um total de 56 nadadoras. 
| Colocação | Bateria | Raia | Nadadora               | Nacionalidade            | Tempo   | Notas            |
| --------- | ------- | ---- | ---------------------- | ------------------------ | ------- | ---------------- |
| 1         | 4       | 1    | Mallory Comerford      | Estados Unidos           | 1:52.52 | Q,               |
| 2         | 4       | 5    | Ariarne Titmus         | Austrália                | 1:52.66 | Q                |
| 3         | 5       | 5    | Veronika Andrusenko    | Rússia                   | 1:54.11 | Q                |
| 4         | 5       | 4    | Femke Heemskerk        | Países Baixos            | 1:54.16 | Q                |
| 5         | 5       | 3    | Michelle Coleman       | Suécia                   | 1:54.22 | Q                |
| 6         | 6       | 4    | Federica Pellegrini    | Itália                   | 1:54.46 | Q                |
| 7         | 4       | 4    | Wang Jianjiahe         | China                    | 1:54.63 | Q                |
| 8         | 6       | 3    | Barbora Seemanová      | Chéquia                  | 1:54.82 | Q                |
| 9         | 6       | 2    | Manuella Lyrio         | Brasil                   | 1:54.87 |                  |
| 9         | 6       | 5    | Yang Junxuan           | China                    | 1:54.87 |                  |
| 11        | 6       | 6    | Larissa Oliveira       | Brasil                   | 1:54.88 |                  |
| 12        | 5       | 2    | Chihiro Igarashi       | Japão                    | 1:55.21 |                  |
| 13        | 4       | 0    | Annika Bruhn           | Alemanha                 | 1:55.31 |                  |
| 14        | 4       | 3    | Anastasia Guzhenkova   | Rússia                   | 1:55.44 |                  |
| 15        | 4       | 2    | Leah Smith             | Estados Unidos           | 1:55.52 |                  |
| 16        | 5       | 6    | Tomomi Aoki            | Japão                    | 1:55.60 |                  |
| 17        | 4       | 6    | Carla Buchanan         | Austrália                | 1:55.64 |                  |
| 18        | 5       | 1    | Katja Fain             | Eslovênia                | 1:56.71 |                  |
| 19        | 5       | 7    | Erica Musso            | Itália                   | 1:56.85 |                  |
| 20        | 6       | 7    | Reva Foos              | Alemanha                 | 1:56.91 |                  |
| 21        | 4       | 8    | Elisbet Gámez Matos    | Cuba                     | 1:58.37 |                  |
| 22        | 6       | 1    | Marlene Kahler         | Áustria                  | 1:58.65 |                  |
| 23        | 6       | 0    | Diana Durães           | Portugal                 | 1:59.30 |                  |
| 24        | 6       | 8    | Boglárka Kapás         | Hungria                  | 1:59.41 |                  |
| 25        | 6       | 9    | Laura Benková          | Eslováquia               | 1:59.87 |                  |
| 26        | 5       | 0    | Paige Flynn            | Nova Zelândia            | 1:59.97 |                  |
| 27        | 5       | 9    | Natthanan Junkrajang   | Tailândia                | 2:00.30 |                  |
| 28        | 4       | 7    | Ho Nam Wai             | Hong Kong                | 2:00.49 |                  |
| 29        | 4       | 9    | Ieva Maluka            | Letônia                  | 2:01.01 |                  |
| 30        | 3       | 3    | Ines Marin             | Chile                    | 2:01.16 |                  |
| 31        | 3       | 1    | Rachel Tseng           | Singapura                | 2:01.31 |                  |
| 31        | 3       | 5    | Jasmine Alkhaldi       | Filipinas                | 2:01.31 |                  |
| 33        | 3       | 4    | McKeena de Bever       | Peru                     | 2:01.50 |                  |
| 34        | 5       | 8    | Selen Özbilen          | Turquia                  | 2:01.67 |                  |
| 35        | 3       | 7    | Lamija Medošević       | Bósnia e Herzegovina     | 2:03.03 |                  |
| 36        | 3       | 2    | Shivani                | Índia                    | 2:03.70 |                  |
| 37        | 1       | 7    | Enkhkhuslen Batbayar   | Mongólia                 | 2:04.84 |                  |
| 38        | 3       | 0    | Elizaveta Rogozhnikova | Quirguistão              | 2:05.41 |                  |
| 39        | 3       | 8    | Nicole Rautemberg      | Paraguai                 | 2:05.47 |                  |
| 40        | 3       | 6    | Gabriela Santis        | Guatemala                | 2:05.76 |                  |
| 41        | 3       | 9    | Ani Poghosyan          | Armênia                  | 2:06.75 | Recorde nacional |
| 42        | 2       | 9    | Mya Azzopardi          | Malta                    | 2:06.77 |                  |
| 43        | 2       | 7    | Nadia Tudo Cubells     | Andorra                  | 2:07.63 |                  |
| 44        | 1       | 3    | Karla Abarca           | Nicarágua                | 2:09.14 |                  |
| 45        | 2       | 5    | Leedia Alsafadi        | Jordânia                 | 2:11.17 |                  |
| 46        | 2       | 2    | Lorna Doorman          | Zimbabwe                 | 2:12.83 |                  |
| 47        | 2       | 4    | Tinatin Kevlishvili    | Geórgia                  | 2:13.74 |                  |
| 48        | 2       | 3    | Lidia Boguslawska      | Ilhas Virgens Americanas | 2:13.89 |                  |
| 49        | 1       | 6    | Inana Suleiman         | Síria                    | 2:14.43 |                  |
| 50        | 1       | 4    | Thimali Bandera        | Sri Lanka                | 2:14.83 |                  |
| 51        | 2       | 8    | Bianca Mitchell        | Antígua e Barbuda        | 2:15.17 |                  |
| 52        | 1       | 5    | Araoluwa Oyetunji      | Nigéria                  | 2:16.23 |                  |
| 53        | 2       | 6    | Eleonora Singsombath   | Laos                     | 2:20.13 | Recorde nacional |
| 54        | 1       | 2    | Charissa Panuve        | Tonga                    | 2:27.08 |                  |
| 55        | 2       | 1    | Jin Ju Thompson        | Marianas Setentrionais   | 2:27.89 |                  |
| 56        | 2       | 0    | Amanda Poppe           | Guam                     | 2:36.63 |                  |

### Final
A final foi realizada em 11 de dezembro. 
| Colocação         | Raia | Nadadora            | Nacionalidade  | Tempo   | Notas              |
| ----------------- | ---- | ------------------- | -------------- | ------- | ------------------ |
| Medalha de ouro   | 5    | Ariarne Titmus      | Austrália      | 1:51.38 | Recorde da Oceania |
| Medalha de prata  | 4    | Mallory Comerford   | Estados Unidos | 1:51.81 | Recorde nacional   |
| Medalha de bronze | 6    | Femke Heemskerk     | Países Baixos  | 1:52.36 |                    |
| 4                 | 7    | Federica Pellegrini | Itália         | 1:53.18 |                    |
| 5                 | 1    | Wang Jianjiahe      | China          | 1:53.23 |                    |
| 6                 | 2    | Michelle Coleman    | Suécia         | 1:53.83 |                    |
| 7                 | 3    | Veronika Andrusenko | Rússia         | 1:54.26 |                    |
| 8                 | 8    | Barbora Seemanová   | Chéquia        | 1:54.82 |                    |

Legenda
| Recorde mundial       | Recorde mundial (World record)               |                       | Recorde africano                      | Recorde africano (African) |                                           | Q | Classificado por posição (Qualified) |
| Recorde do campeonato | Recorde do campeonato (Championship record)  | Recorde da América    | Recorde da América (Americas)         | q                          | Classificado por melhor tempo (Qualified) |   |                                      |
| Melhor marca do ano   | Melhor marca do ano (World leading)          | Recorde asiático      | Recorde asiático (Asian)              | DNS                        | Não largou (Did not start)                |   |                                      |
| Recorde nacional      | Recorde nacional (National record)           | Recorde europeu       | Recorde europeu (European)            | DNF                        | Não terminou (Did not finish)             |   |                                      |
| Recorde pessoal       | Recorde pessoal do atleta (Personal best)    | Recorde da Oceania    | Recorde da Oceania (Oceania)          | DSQ / DQ                   | Desclassificado (Disqualified)            |   |                                      |
| Recorde da temporada  | Recorde da temporada do atleta (Season best) | Recorde sul-americano | Recorde sul-americano (South America) | NM                         | Sem marca (No mark)                       |   |                                      |